# Syzygium lewisii
Syzygium lewisii là một loài thực vật có hoa trong Họ Đào kim nương. Loài này được Alston miêu tả khoa học đầu tiên năm 1931.